# Documento nacional de identidad (España)
El documento nacional de identidad (DNI), conocido coloquialmente como carné de identidad, es el documento de identidad que se expide en España. Desde marzo de 2006 es electrónico. Es una tarjeta de policarbonato que incorpora un chip con información digital, que tiene unas dimensiones idénticas a las de las tarjetas de crédito comúnmente utilizadas.
Es obligatorio a partir de los 14 años de edad, aunque puede solicitarse desde la inscripción del menor en el Registro Civil. A fecha de diciembre de 2021 se habían emitido más de 85 millones de DNI electrónicos en España.

## Historia
En 1824, el rey Fernando VII creó la Policía en España y le otorgó la potestad exclusiva para crear padrones que incluyeran edad, sexo, estado, profesión y naturaleza del vecindario. Esta fue su primera atribución, competencia que se ha mantenido hasta la actualidad y que ha vinculado históricamente al Cuerpo Nacional de Policía con el carné de identidad.

### Siglo XX
La creación de un nuevo documento se puso en marcha a través de un decreto el 2 de marzo de 1944, para disponer de información censal de los ciudadanos. Para el diseño del primer DNI se convocó un concurso público, que fue adjudicado a Aquilino Rieusset Planchón, con un premio de 30 000 pesetas de la época.
La iniciativa de crear un DNI partió, en la primera mitad del siglo XX, de Francisco Franco. En el año 1951 obtuvo su propio carné de identidad. Los primeros obligados a formalizarlo fueron los presos y los que permanecían en libertad vigilada. En segundo lugar, los hombres que por su profesión o negocio se mudaban frecuentemente de domicilio. En tercer lugar, los varones residentes en ciudades de más de 100.000 habitantes. Luego, los hombres en localidades entre 25 000 y 100 000 habitantes, después las mujeres que viajaban por motivos de trabajo y así sucesivamente hasta completar con los años a toda la sociedad.
Zaragoza fue la primera capital de provincia donde se expidió el DNI. El ensayo se extendió posteriormente a Valencia, y de allí se extendió al resto de los municipios en España hasta completar 59 equipos fijos distribuidos en todas las regiones excepto Navarra.
El primer diseño de la tarjeta moderna del DNI data de 1951 e incluía los datos de filiación, profesión y empleo o cargo. De color verde, incorporaba el escudo nacional en vigor durante el régimen franquista, con el águila de San Juan. Además se señalaba la categoría del sujeto en función de su economía. La segunda llegó en 1962 e incorporaba estado civil y grupo sanguíneo. Su color azul respondía al tono corporativo de la Policía. Desapareció en esta versión el sexo del usuario. El siguiente formato apareció en 1965 y se expidió hasta 1980. Ha sido una de las tarjetas más populares. Se mantuvieron los mismos datos registrales, excepto la firma del Director del equipo que expedía el carné, que se suprimió.
Las variantes más significativas del cuarto modelo de DNI, con una vigencia desde 1981 hasta 1985, fueron la inclusión del nuevo escudo nacional y la supresión de las categorías anteriores. Se incluyó de nuevo el sexo del ciudadano. En el siguiente modelo (1985-1991), se descartaron la profesión, el estado civil y el grupo sanguíneo, ya que en ocasiones provocaba errores médicos. En la década de 1990 se idearon unos modelos realizados mediante tecnología informática. La histórica huella dactilar dejó de tomarse con tinta y aparecer impresa en el DNI, para ser tomada digitalmente y quedar registrada en las bases de datos del Cuerpo Policía Nacional (es decir, la policía española cuenta con las huellas de toda la ciudadanía) y la Fábrica Nacional de Moneda y Timbre asumió la competencia de su elaboración.

### Siglo XXI: DNI electrónico
En 2006 se incorporó un chip al DNI y se convirtió en un documento de identidad electrónico. Este chip permitía agilizar los trámites con la Administración e Internet.
En 2015 se lanzó el DNI 3.0 con tecnología NFC. En agosto de 2021 se lanzó el DNI 4.0, con mejoras de seguridad y una mayor integración con la documentación de identificación del resto de la UE. Por ejemplo, aparece la bandera de la Unión Europea, y la identificación del documento en inglés.

## Normativa

El Área de Documentación del Cuerpo Nacional de Policía es el único organismo autorizado para su expedición.

El documento nacional de identidad es un documento personal e intransferible emitido por el Ministerio del Interior que goza de la protección que a los documentos públicos y oficiales otorgan las leyes. Es el único documento con suficiente valor por sí solo para la acreditación, a todos los efectos, de la identidad y los datos personales de su titular. Su titular está obligado a la custodia y conservación del mismo durante su período de vigencia. A cada DNI, se le asigna un número personal que tiene la consideración de identificador numérico personal de carácter general.
Para obtener un DNI es necesario tener la nacionalidad española. Todos los españoles tienen derecho a que se les expida el documento nacional de identidad. Es obligatoria su obtención por los mayores de catorce años residentes en España y para los de igual edad que residan en el extranjero y se trasladen a España por tiempo no inferior a seis meses. Pueden ser sancionadas las personas que incumplan la obligación de obtener la documentación personal.
Todas las personas obligadas a obtener el DNI, están también obligadas a exhibirlo cuando sean requeridas para ello por la autoridad. No hay obligación de llevarlo permanentemente, pero sí hay obligación de identificarse y de exhibirlo a la autoridad si se lleva. Si el DNI fuera requerido por la autoridad y no pudiera mostrarse por no llevarlo en ese momento, se podrá mostrar otro documento para identificarse y la autoridad decidirá su validez suficiente o no como documento identificativo. Por ejemplo, el carné de conducir no es un documento de identidad, pero la autoridad, a su criterio, puede admitirlo como válido para identificarse.
En caso de no ser posible la identificación por no llevar el DNI en ese momento, se podrá requerir a esa persona a que acompañe a la autoridad o a los agentes a las dependencias más próximas con medios adecuados para realizar la identificación. El negarse a mostrar el DNI cuando se lleva consigo o de negarse a ir a comisaría para realizar la identificación puede constituir una infracción administrativa por desobediencia (con penas de multa de 601 a 30 000 euros) o, en función de la gravedad, puede llegar a constituir de un delito de desobediencia a la autoridad.

### Caducidad
El documento nacional de identidad tiene un período de validez de dos años para las personas menores de cinco años, de cinco años para las personas menores de treinta años, de diez años para las personas menores de setenta años, y permanente para las personas mayores de setenta años. De forma excepcional se puede otorgar validez permanente a personas mayores de treinta años que acrediten la condición de gran inválido, o validez de un año si no se pueden presentar los documentos requeridos para su expedición.

## DNI como documento de viaje
El DNI en vigor sirve como sustituto al pasaporte e identifica al portador a todos los efectos en los 27 Estados miembros de la Unión Europea, así como en Albania, Andorra, Macedonia del Norte, Bosnia y Herzegovina, Georgia, Islandia, Liechtenstein, Moldavia, Mónaco, Montenegro, Noruega, San Marino, Ciudad del Vaticano, Serbia y Suiza.
Turquía permite utilizarlo como documento de viaje también, aunque el Ministerio del Interior español no lo indique así.
Desde el 1 de octubre de 2021 dejó de ser válido como sustituto del pasaporte para entrar en Reino Unido, excepto para aquellas personas que hayan utilizado este documento en su registro en el «EU Settlement Scheme», que podrán seguir usándolo hasta el 31 de diciembre de 2025.

## Número
El número del documento nacional de identidad está formado por ocho dígitos y un carácter alfabético de control. Esta letra se obtiene a partir del número completo del DNI dividido entre el número 23. Al resto resultante de dicha división, que está comprendido entre 0 y 22, se le asigna la letra de control según una equivalencia. No se utilizan las letras: I, Ñ, O, U. La I y la O se descartan para evitar confusiones con otros caracteres, como 1, l o 0. La Ñ se descarta para evitar confusiones con la N.
| Resto | 0 | 1 | 2 | 3 | 4 | 5 | 6 | 7 | 8 | 9 | 10 | 11 | 12 | 13 | 14 | 15 | 16 | 17 | 18 | 19 | 20 | 21 | 22 |
| Letra | T | R | W | A | G | M | Y | F | P | D | X  | B  | N  | J  | Z  | S  | Q  | V  | H  | L  | C  | K  | E  |

Desde un principio, y con un método aún vigente, los números del DNI se asignaron por lotes a los equipos de expedición[cita requerida]. Así, cada comisaría o equipo móvil que tramita el DNI, cuenta con un margen suficiente de números libres. Si agota ese cupo, se le otorga un nuevo lote, no necesariamente correlativo al anterior. Se destierra así una falsa creencia: los números bajos del DNI no correspondieron en el pasado a personas que ya han fallecido.
El número 1 se adjudicó en 1951 al entonces jefe del Estado, Francisco Franco. El 2 llevaba el nombre de su esposa Carmen Polo. A su hija Carmen Franco y Polo se le asignó el número 3. Los números del 4 al 9 han quedado vacantes. Los números del 10 hasta el 99 se reservan para la familia real española: el 10 fue asignado al rey Juan Carlos I, el 11 a la reina consorte Sofía de Grecia, el 12 a la infanta Elena y el 14 a la infanta Cristina. El número 13 quedó sin asignar por superstición. El DNI del rey Felipe VI lleva el número 15, la princesa de Asturias Leonor tiene el 16 y la infanta Sofía el 17.

## Elementos
Entre diciembre de 2015 y el 1 de agosto de 2021 se emitió la versión 3.0 del DNI electrónico en todas las oficinas de expedición. Era una tarjeta plástica de policarbonato, que incorporaba un chip electrónico con información digital. Sus dimensiones eran idénticas a las de las tarjetas de crédito comúnmente utilizadas (85,60 mm de ancho × 53,98 mm de alto). Esta versión del DNI tiene los siguientes elementos: Desde agosto de 2021 se emite el DNI 4.0, en formato europeo, de características físicas similares al anterior, pero con medidas mejoradas de seguridad y mayor integración con la documentación europea (se añade bandera de la Unión Europea, y se incluye su denominación en inglés).
- En la parte delantera:
  - En el cuerpo central se indican apellidos, nombre, sexo, nacionalidad y fecha de nacimiento del titular del DNI. También se indica el número de serie del soporte físico de la tarjeta, fecha de validez del documento y firma manuscrita del titular.
  - En el lado izquierdo se muestra la fotografía del titular grabada en blanco y negro y de mayor tamaño que en versiones anteriores.[25] La foto debe ser 2,6 × 3,2 cm de tamaño, la cara de la persona debe mirar directamente a la cámara y estar iluminada, el fondo debe ser claro y uniforme. Debajo de la fotografía se indica el número personal del DNI del titular y la letra de verificación.
  - En el lado derecho hay una ventana transparente con un grabado láser del número de soporte físico. Más abajo hay una imagen cambiante grabada en láser (CLI) que consta de la fecha de expedición en formato DD MM AA y una fotografía en miniatura del titular. Debajo está el número CAN (Card Access Number) para el acceso al chip RFID.[26]

- En el reverso:
  - En la parte superior se indican dirección, localidad, provincia y país del domicilio del titular. Más abajo se indica el lugar de nacimiento con la provincia y el país y el nombre de los ascendientes legales del titular. A la izquierda se indica el código del equipo de expedición del DNI electrónico. También está el chip criptográfico con antena NFC.
  - En la parte inferior está la información impresa con OCR-B para lectura mecanizada sobre la identidad del ciudadano según normativa OACI para documentos de viaje.

- En el chip criptográfico, en formato digital:
  - Certificado electrónico para autenticar la personalidad del ciudadano
  - Certificado electrónico para firmar electrónicamente, con la misma validez jurídica que la firma manuscrita
  - Certificado de la Autoridad de Certificación emisora
  - Par de claves de cada certificado electrónico
  - Plantilla biométrica de la impresión dactilar
  - Fotografía digitalizada del ciudadano
  - Imagen digitalizada de la firma manuscrita
  - Datos de la filiación del ciudadano, correspondientes con el contenido personalizado en la tarjeta

El chip electrónico no contiene datos personales adicionales a los que aparecen impresos en la superficie de la tarjeta, ni tampoco datos de salud, fiscales, judiciales, penales, infracciones de tráfico, etc.
Hay algunas reglas que hay que obedecer:
1. No muestres ninguna expresión en tu cara.
2. No inclines la cabeza.
3. Permanece frente a la cámara y mira directamente a la lente.

Además la resolución y la calidad de la foto debe ser muy alta. Por otro lado, la foto será rechazada si lo es:
- demasiado oscura o demasiado clara, con poco contraste;
- pixelada, borrosa, no visible;
- posee sombras en tu cara;
- no centrada, demasiado cerca o demasiado lejos;
- sin color, marcada o arrugada;
- no tiene un enfoque nítido y limpio.

### Medidas de seguridad
En el DNI electrónico se han desarrollado diversos elementos de seguridad para impedir su falsificación:
- Medidas visibles a simple vista: tintas ópticamente variables, relieves, fondos de seguridad
- Medidas verificables mediante medios ópticos y electrónicos: tintas visibles con luz ultravioleta, microescrituras
- Medidas de seguridad digitales: Cifrado de los datos del chip, acceso a la funcionalidad del DNI electrónico mediante clave personal de acceso (PIN), las claves nunca abandonan el chip, la Autoridad de Certificación es la Dirección General de la Policía.

## DNI electrónico
Para poder usar el DNI electrónico, hay que conocer la clave personal. Esta clave se puede cambiar en los puntos de actualización del DNI de las oficinas de expedición del DNI. En segundo lugar, se necesita un ordenador personal y un lector de tarjetas inteligentes. Existen distintas implementaciones, bien integrados en el teclado, bien externos (conectados vía USB) o bien a través de una tarjeta PCMCIA. El lector de tarjetas inteligentes debe ser válido para el uso del DNI electrónico. Para ello debe ser compatible con la norma ISO 7816. Por último, hay que descargar el software que proporciona la Dirección General de la Policía en el portal del DNI electrónico.
En octubre de 2011, a los cinco años de su lanzamiento, El País informaba de que la utilización del DNI electrónico era muy escasa, y de que las pocas personas que usan certificados digitales preferían usar el certificado digital de la FNMT.

### Vulnerabilidades
En noviembre de 2017 la Dirección General de la Policía desactivó la funcionalidad de los certificados digitales en los documentos expedidos a partir de abril de 2015, ya que según un estudio de la Universidad Masaryk de la República Checa, eran vulnerables a un ataque conocido como ROCA, que permitía adivinar las claves privadas del usuario de los certificados afectados analizando las claves públicas. Las autoridades informaron que en ningún DNI se había detectado dicho ataque, pero que se habían desactivado los certificados de los DNI vulnerables como medida preventiva. También informaron de que los documentos afectados seguían siendo válidos como documentos identificativos, aunque no pudieran usarse los certificados digitales. En diciembre de 2017, tras aplicar las soluciones técnicas necesarias, se notificó que ya era posible acudir a una comisaría a actualizar los certificados para solucionar el problema.
Esta vulnerabilidad no solo afectó a los certificados del DNI, sino que es una vulnerabilidad genérica detectada en algunas tarjetas criptográficas de algunos fabricantes, entre los que estaban los DNI expedidos después de la fecha indicada. Según el estudio, el fallo se encontraba en una librería de código utilizada por Infineon, uno de los proveedores más relevantes de chips inteligentes. El fallo implica que no se puede verificar si una firma digital la realizó el dueño del DNI o que los datos cifrados queden expuestos a terceros.
Por este motivo, además, queda en entredicho la validez de las firmas ya realizadas con estos documentos ya que no se puede demostrar quién los ha firmado. También ha sido revelada otra vulnerabilidad en la emisión de la firma: no certifica cuando fue realizada una firma, ni la fecha ni la hora de la operación.

## Marco legal
- Reglamento (UE) n.º 910/2014 del Parlamento Europeo y del Consejo de 23 de julio de 2014 relativo a la identificación electrónica y los servicios de confianza para las transacciones electrónicas en el mercado interior y por la que se deroga la Directiva 1999/93/CE.
- Ley 6/2020, de 11 de noviembre, reguladora de determinados aspectos de los servicios electrónicos de confianza.
- Ley Orgánica 3/2018, de 5 de diciembre, de Protección de Datos Personales y garantía de los derechos digitales.
- Real Decreto 1553/2005 por el que se regula el documento nacional de identidad y sus certificados de firma electrónica.
- Real Decreto 1586/2009, de 16 de octubre, por el que se modifica el Real Decreto 1553/2005, de 23 de diciembre, por el que se regula la expedición del documento nacional de identidad y sus certificados de firma electrónica.
- Real Decreto 869/2013, de 8 de noviembre, por el que se modifica el Real Decreto 1553/2005, de 23 de diciembre, por el que se regula la expedición del documento nacional de identidad y sus certificados de firma electrónica.
- Real Decreto 414/2015, de 29 de mayo, por el que se modifica el Real Decreto 1553/2005, de 23 de diciembre, por el que se regula la expedición del documento nacional de identidad y sus certificados de firma electrónica.
- Orden INT/738/2006, de 13 de marzo, por la que se aprueba la declaración de prácticas y políticas de certificación del Ministerio del Interior.
- Orden INT/3128/2006, de 29 de septiembre, por la que se aprueba el logotipo identificador de la imagen promocional del DNI-e y se establecen los criterios de su utilización.
- Instrucción de 7 de febrero de 2007, de la Dirección General de los Registros y del Notariado, sobre requisitos registrales en la expedición de la certificación literal de nacimiento para la obtención del Documento Nacional de Identidad.
- Resolución de 20 de noviembre de 2007, de la Subsecretaría, por la que se publica el Acuerdo de Consejo de Ministros de 2 de noviembre de 2007, sobre la implantación de un sistema de cita previa telefónica para la obtención del Documento Nacional de Identidad y el Pasaporte.

## Tarjeta de identidad de extranjero
Para obtener un DNI es necesario tener la nacionalidad española. Los extranjeros residentes legalmente en España poseen una tarjeta de características similares pero en tonos azules, denominada tarjeta de identidad de extranjero.
La tarjeta de identidad de extranjero es el documento que dota de documentación a los extranjeros en situación de permanencia legal en España. Esta tarjeta acredita que se ha concedido, de acuerdo con la normativa vigente, la autorización para permanecer en territorio español por un tiempo superior a seis meses. La tarjeta de identidad de extranjero es personal e intransferible. Los ciudadanos de la UE no pueden obtener la "tarjeta de identidad de extranjero"; en cambio, reciben un documento llamado "certificado de registro de ciudadano de la Unión", que debe presentarse junto con un documento de ciudadanía de la Unión Europea.
En la tarjeta de identidad de extranjero consta el número de identidad de extranjero (NIE).